# P/B Daksa
P/B Daksa, bio je hrvatski teretni parobrod. Bio je jedan od najsuvremenijih i najvećih brodova u Hrvatskoj i u cijeloj Kraljevini Jugoslaviji. Nastradao je u olujnom nevremenu 26. siječnja 1930. godine. Stradalo je svih 38 članova posade kod rta Finisterre. Brodom je zapovijedao kapetan Vlaho Baletin. Tragedija Dakse bila je prva i najveća pomorska nesreća u povijesti hrvatskog parobrodarstva.

## Povijest

### Gradnja i karakteristike
Izgradnja parobroda počela je 30. siječnja 1911. godine, a dovršen je ožujka 1911. godine kao novogradnja br. 417. Bio je dimenzija 372,0 x 51,5 x 25,1 stopa, odnosno 112,4 i široka 15 metara /113,4 x 15,7 x 7,65 m/ 112,4 dužine/15,1 širine/7,6 m visine te 4140 grt, 2659 nrt/ 4260 brt, 2244 nrt i 6200 t nosivosti. Brod je bio čelične konstrukcije. Građen je u uglednome brodogradilištu John Readhead & Sons u South Shieldsu, u gradilištu West Yard. Brod je mogao ukrcati 7500 tona tereta. Pokretao ga je stapni parni stroj od 2400 KS kojim je mogao postići brzinu od 11 čvorova što je bilo brzo za ona vremena, pogona na jedan propeler. Motor je proizveo John Readhead & Sons. Motor je bio jedan trocilindarski (26, 43 & 71 x 48ins) trostruki ekspanzijski, 398 nominalnih konjskih snaga (nhp), jedne osovine.
Kapetanski most je visok i otvoren, brod je imao palubno nadgrađe i okomito odsječeni pramac. Za prirodno prozračivanje bilo je šest vjetrolovki uz dimnjak te još devetnaest raspoređeno duž palube. U zdencu broda bile su dvije dizalice za ugljen, prekrižene i zakačene, za čije su pokretanje služila dva parna vitla. Imao je i dva jarbola bez jedara.
Kupac je bila Navigazione a Vap Unione (Unione Raguseo) iz Dubrovnika i plovio je pod austro-ugarskom zastavom. U Dubrovniku, svojoj matičnoj luci, svečano je dočekan 6. travnja 1911. godine. Zapovjednik broda bio je kapetan Vicko Miloš. Usidrio se je pod Lokrumom i tada je narod s brojnim barkama uveličao svečanost, brod je blagoslovio don Pero Bijelić a kumovali su mu Tea Matijević i Herman Mirošević. Kolovoza 1914. godine kad je bio u Gibraltaru odobreno mu je razdoblje počeka. Kad je Italija objavila rat Austro-Ugarskoj 23. svibnja 1915. godine, zaplijenila je brod dok je bio u Genovi. Vlasnik je postala državna Ferrovie dello Stato iz Napulja. Godine 1916. brod je promijenio ime u Santa Rosa i sljedećih sedam godina plovio je za Talijane. Godine 1923. došao je u vlasništvo hrvatskog brodara Dubrovačke parobrodarske plovidbe i promijenio je ime u Daksa.

### Posljednje putovanje
Na posljednje je putovanje isplovio 10. siječnja 1930. godine iz Gruža. U Vranjicu je ukrcan cement. Siječnja 1930. godine u tuniškoj luci La Goulette preuzeo je teret željezne rudače i 19. siječnja zaplovio put Rotterdama. Dne 22. siječnja prošao je Gibraltar, a ciklon ga je zahvatio 26. siječnja oko 13 sati prije uplovljavanja u Biskajski zaljev. Biskajskim zaljevom divljale su oluje, što nije zabrinjavalo zapovjedništvo. More, nebo i vjetar bivali su sve gori i gori. Brojni su brodovi zatrpali obalne radijske postaje pozivima u pomoć. Nebo je bilo posve crno, silovita grmljavina, golemi valovi, a vjetar je udarao brzinom od 120 čvorova. Dne 24. siječnja u 13.07 sati radio-telegrafist s Dakse poslao je SOS kad je jedan golemi val probio pokrov na skladištu broj 1, nakon čega ga je punilo more. Nepuni sat poslije u 13.58 sati opozvali su poziv u pomoć. Dva sata poslije, u 15.19 sati, opet su poslali poziv u pomoć i to je bio posljednje što se čulo s Dakse. Stradalo je svih 38 članova posade koji su bili iz Dubrovnika, Hvara, Brbinja, Sukošana, Splita, Paga, Vranjica, Baške Vode, Kukljice, Stona, Privlake i dr.
Pretpostavlja se da je bio 11 nautičkih milja sjeverozapadno od Viga u Španjolskoj, odnosno 30 nautičkih milja jugozapadno od rta Finisterre.
Već dva dana nakon brodoloma ukazali su se tragovi s Dakse. Ribari iz portugalskih gradića Viane do Castelo i Castela do Neire 28. siječnja 1930. godine naišli su na ostatke djelova zapovjednog mosta, čamaca, pojaseva za spašavanje, kolute za spašavanje i mali čamac s natpisom Dubrovnik. Vijesti su sporo išle, pa se tek 30. siječnja preko uprave Dubrovačke parobrodarske plovidbe saznalo za ovo. Još uvijek su postojale nade da će Daksa doploviti u Rotterdam. Još 29. siječnja išla je vijest da je Daksa prošla Land's End, što je opovrgnuto 4. veljače, jer je to bio P/B Istina. Dne 5. veljače se izvijestilo o upućenim izvidima u London.
Tri su lokacije odakle je primljen poziv za pomoć: 42° 20' N i 8?° W prema P/B Armando Castle, 42° 00' N i 9° 25' W prema P/B Ivo Račić, prema P/B Livorno 42° 30' N i 9° 35' W, a posljednja je bila 42° 18' N i 8° 57' W prema P/B Andalusien.
Postoje razna mišljenja o razlozima nesreće. Prema jednima, Daksa je bio stariji brod koji nije izdržao manevar prilikom okretanja, jer su se i na novim brodovima krivile i pucale zakovice, i da je kapetan bio mlad i neiskusan za vođenje broda u olujnim uvjetima. Iskusni kapetan s broda Tomislav koji je primio SOS, radijski je savjetovao kapetana Dakse neka okrene brod prema Vigu jer će mu tad valovi biti u krmu i onda s nevremenom neće biti problema doploviti do Viga gdje će biti sigurni, samo mora paziti prilikom manevra pri okretaju. Uslijedio je novi poziv i kapetanu Tomislava rekli su da su se okrenuli i da su pukli. Kapetan Dakse uspio je još samo pozdraviti i to je bilo posljednje što se ikad čulo s Dakse. Mišljenja su bila da je Daksin kapetan uspio okrenuti brod prema Vigu i dobio nevrijeme u krmu i time mirnu plovidbu. Stvorio se privid smirenja nevremena, kapetan je vjerojatno pogrešno ocijenio da se nevrijeme smiruje i zatim pogrešno ocijenio da može opet okrenuti brod. Drugi okretaj nije izdržao i prelomio se.
Drugo mišljenje je da se radi o prevrtanju broda koje se dogodilo zbog prodora mora u skladište br. 1. Treći mogući scenarij, koji je manje vjerojatan, jest udar o stijene. Nedvojbeno je da je građa Dakse bila ranjiva točka, a to su pokrovi grotala, nisko nadvođe i transmisija kormila. Pokrovi grotla na pramčanom skladištu bili su takvi da je lako ušlo more. Veliki valovi otvorili su grotla skladišta, čiji su poklopci bili drveni, prekriveni tendom i mrežom od konopa, dok pražnice grotala nisu bile više od jednog metra. Zaštitna paluba bila je otvorenog tipa. Transmisija kormila je bila mehanička i vrlo izložena. U slučaju havarije po nevremenu, brodom se nije moglo upravljati. Željezne šipke i lanci transmisije sa željeznim šipkama i lancima, koji su vodili od mosta preko palube do krme, pri čemu su udarima valova bili otvoreni rudo i uzde kormila. I P/B Ivo Račić koji je zaprimio poziv s Dakse imao je ovu vrstu havarije u ovoj istoj oluji, ali srećom uspjeli su sanirati kvar.
Otvorena paluba P/B Dakse bila je na pramčanom i krmenom skladištu i dosta blizu mora, (malo nadvođe), pa su u nju prodirali i manji valovi. Danas je gradnja ovakvih brodova zabranjena, čime se stalo na kraj brodovlasničkoj špekulantskoj praksi koja je ugrožavala brodove i posadu, koja je manjim nadvođem i zaštitom brodu brodu smanjivala bruto i neto-tonažu i temeljem toga plaćala manje pristojbe za prolaze kroz kanale, pilotažu i slično. Da je Daksa imala zaštitnu palubu zatvorenog tipa, koju su već imali neki ondašnji brodovi, bila bi znatno višeg nadvođa čime bi teže dolazilo do prodora mora, jer bi otvori skladišta bili dalje od morske razine i od udara valova.
I teret je bio ranjiva točka. Dosta je težak zbog čega ostaje dosta praznog prostora u skladištu u koje more lako ispuni čime smanjuje nadbrođe. Danas je gradnja brodova s otvorenom zaštitnom palubom zabranjena Međunarodnom konvencijom o baždarenju iz 1969. godine. Danas su pražnice grotala znatno više, a poklopci grotala su željezni i teški više desetaka tona. Transmisija kormila danas je električna i hidraulična.
Dani žalosti bili su proglašeni u Dubrovniku od 9. do 13. veljače 1930. godine. Sve je bilo u ozračju crnine, a zastave na pola koplja za poginule. Brojni su gradovi postavili u stolnoj crkvi posmrtni odar koji su uresili pojasima za spašavanje s Dakse, brodski ferali, brodski konopi, zastave “DPP”, te prigodni epigrami i osmrtnice. Dubrovačka parobrodarska plovidba odredila je iznos od 300.000 dinara za pomoć obiteljima postradalih, akciju skupljanja pomoći organizirale su Dubrovačka parobrodarska plovidba i Jadranska straža, zagrebački Nogometni savez organizirao je utakmice čiji je prihod bio namijenjen obiteljima stradalih, radnici građevinarskog poduzeća g. Aljinovića mjesec su dana radili sat duže u korist siročadi, osnovane su, uz staro bratstvo Sv. Nikole u Gružu karitativna sekcija za osnivanje fonda pomoći mornarima i prosvjetna sekcija za osnivanje pučke biblioteke.
Od te nesreće više nijedan brod ne nosi ime Daksa.
Novcem od osiguranja za potopljeni P/B Daksa kupljen je 1931. godine brod Durmitor.

## Popis stradalih
Stradali su:
| položaj             | ime i prezime    | god. rođ. | mjesto             |
| ------------------- | ---------------- | --------- | ------------------ |
| zapovjednik         | Vlaho Baletin    | 1900.     | Dubrovnik          |
| 1. časnik           | Frano Glavinić   | 1901.     | Ston               |
| 2. časnik           | Vojislav Zečević | 1894.     | Livno              |
| 3. časnik           | Nikola Kolumbić  | 1902.     | Starigrad          |
| kadet               | Petar Davidović  | 1904.     | Kaluđerac (Budva)  |
| radio-telegrafist   | Anđelko Seidl    | 1904.     | Maribor            |
| vođa palube         | Ante Srzić       | 1874.     | Makarska           |
| tesar               | Šimun Puratić    | 1896.     | Sumartin           |
| kormilar            | Nikola Bilić     | 1904.     | Hvar               |
| kormilar            | Mato Bibić       | 1895.     | Hvar               |
| kormilar            | Juraj Karković   | 1907.     | Hvar               |
| kormilar            | Ivan Lakoš       | 1891.     | Kaprije            |
| mladić palube       | Filip Orlić      | 1910.     | Vinišće (Split)    |
| mladić palube       | Ivan Bašić       | 1905.     | Vinišće            |
| mladić palube       | Ivan Škoda       | 1906.     | Poljana (Pag)      |
| 1. strojar          | Viktor Zorović   | 1889.     | Pag                |
| 2. strojar          | Antun Depolo     | 1887.     | Dubrovnik          |
| 3. strojar          | Drago Jakaša     | 1909.     | Split              |
| strojarski pomoćnik | Ante Bilić       | 1907.     | Vranjic            |
| strojarski pomoćnik | Fran Janžeković  | 1911.     | Gorica (Split)     |
| vođa stroja         | Ante Kaleb       | 1889.     | Bribinj            |
| ložač               | Jozo Glavan      | 1889.     | Privlaka (Biograd) |
| ložač               | Danijel Marijan  | 1906.     | Veli Iž            |
| ložač               | Vice Fuzl        | 1888.     | Bribinj            |
| ložač               | Antun Jadrić     | 1880.     | Seget              |
| ložač               | Šime Jerak       | 1895.     | Sukošan            |
| ložač               | Franjo Mikin     | 1888.     | Betina             |
| ložač               | Jure Radić       | 1889.     | Baška Voda         |
| ložač               | Antun Staničić   | 1894.     | Baška Voda         |
| ugljenar            | Mato Cvitanić    | 1908.     | Bol                |
| ugljenar            | Ivan Lukić       | 1900.     | Bibinje            |
| ugljenar            | Božidar Radovčić | 1907.     | Kaprije            |
| konobar             | Roko Pesušić     | 1887.     | Rava               |
| sobar               | Antun Pein       | 1911.     | Dubrovnik          |
| sobar               | Frano Jojo       | 1912.     | Kukljica           |
| mali                | Antun Pesušić    | 1907.     | Soline (Veli Rat)  |
| kuhar               | Blaž Maribožić   | 1909.     | Mravinci (Šibenik) |
| mali kuhinje        | Jakob Tudorović  | 1913.     | Naviđani (Biograd) |

## Vanjske poveznice
- (engl.) Wrecksite SS Daksa
- P/B Daksa, ulje na platnu J.H. Mohrmanna, 1911.[neaktivna poveznica]
- Đivo Bašić, Još ponešto o strada(va)nju parobroda "Daksa" (Zavjetna slika p/b "Daksa" iz 1929. godine) // Naše more: znanstveno-stručni časopis za more i pomorstvo, sv. 52, br. 1-2 (2005.), str. 96. – 97., (Hrčak)